# Бохмач (древнерусский город)
Бо́хмач (укр. Бохмач) — летописный город на юго-восточных рубежах Черниговского княжества.

## Общие сведения
Бохмач впервые был упомянут в Ипатьевской летописи в событиях 1147 года. Сообщалось, что город был сожжён войсками великого князя Киевского Изяслава Мстиславича. Название города иноязычное. Предполагается, что происходит от древнего именования сторонников ислама — «бохмиты», «бохмичи». Связано с размещением черниговскими князьями в этих местах иноверцев.

## Расположение
Бохмач контролировал один из проходов через болота у реки Десны на пути из степи в Чернигов. Городище располагалось на берегу реки Бахмачка, левого притока реки Борзна. В настоящее время локализация соответствует центру села Бахмач одноимённого района Черниговской области Украины.

## Исследования
Впервые место расположение города было определено в 1815 году М. Марковым. Однако раскопки тогда не проводились. В 1876 году исследования осуществлялись экспедицией Д. Самоквасова. Было обнаружено 14 захоронений, из которых вскрыто 3. Найдены человеческие останки в деревянных гробах и ямах. В одном из захоронений найден золотой перстень со вставкой. Наслоения древнерусского времени не выявлены. В настоящее время курганный могильник не сохранился.